# 江東運転免許試験場

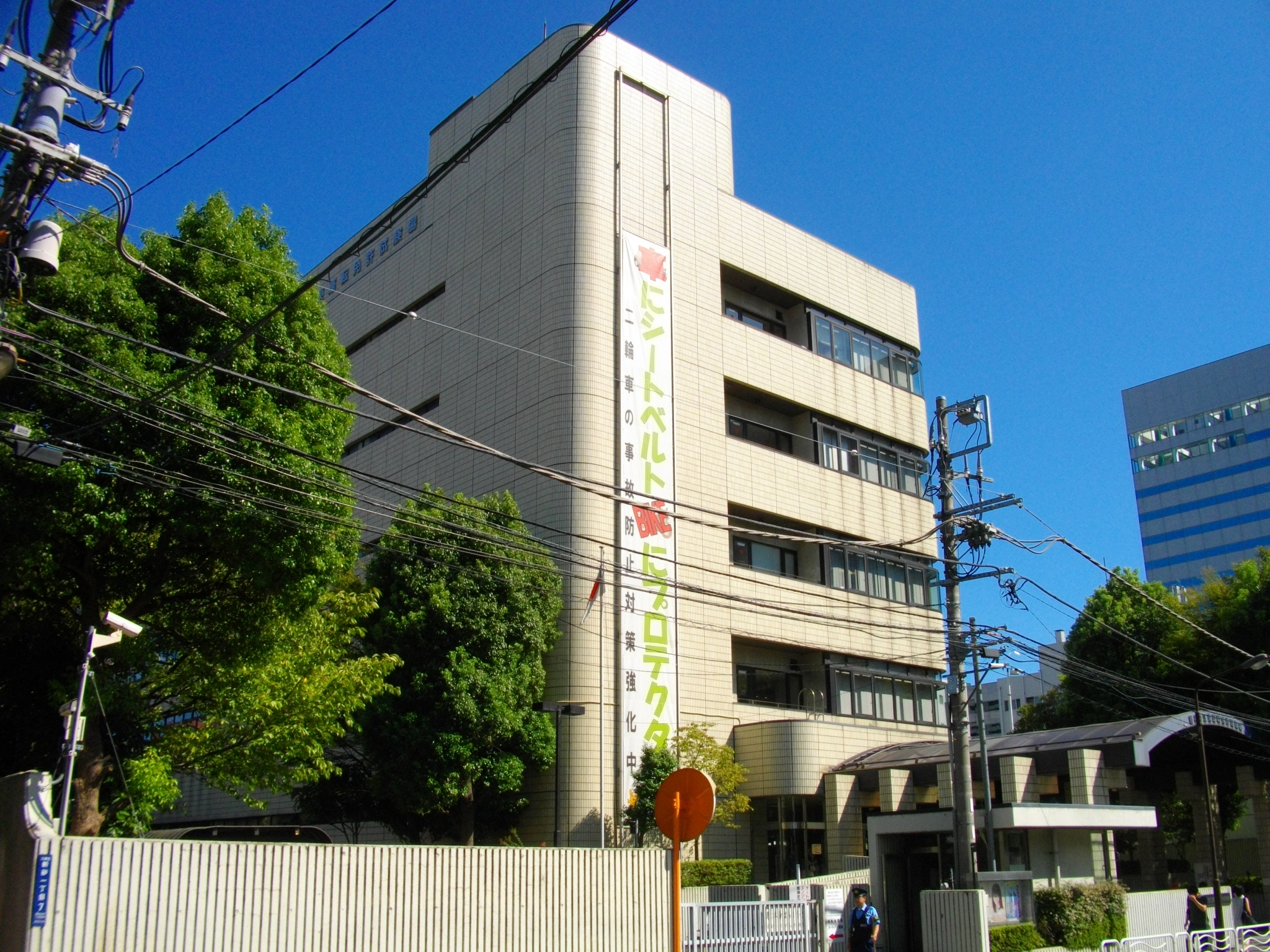
江東運転免許試験場

江東運転免許試験場（こうとううんてんめんきょしけんじょう）は、東京都江東区に所在する、警視庁が管理する運転免許試験場である。技能試験コースが設置されていないため、運転免許試験の実施は指定自動車教習所卒業者と小型特殊自動車のみ。講習の実技は近隣の指定自動車教習所を借りて行う。1984年（昭和59年）開設。

## 所在地
- 東京都江東区新砂一丁目7-24

## 交通機関
- 東京メトロ東西線東陽町駅から徒歩5分
- 路線バス（最寄り停留所：都営バス「江東運転免許試験場前」） 
  - JR総武線・東武亀戸線亀戸駅（北口）から亀21系統（東陽町行き）で所要30分 
南口の亀戸駅通りから後述する都07系統を利用する場合は所要15分
  - JR総武線・東京メトロ半蔵門線錦糸町駅（南口）から都07系統（門前仲町行き）で所要20分
  - 都営地下鉄新宿線西大島駅から都07系統（門前仲町行き）で所要12分
  - JR京葉線・東京メトロ有楽町線・りんかい線新木場駅から木11系統（東陽町駅行き）で所要10分

公共交通機関での来庁が推奨されている。来庁者向け自動車駐車場は用意されていない。来庁者向け自転車駐輪場、オートバイ駐車場は用意されている。